# Horka (Chrudimi járás)
Horka település Csehországban, a Chrudimi járásban. Horka Chrast, Miřetice, Zaječice, Smrček és Vrbatův Kostelec településekkel határos. Lakosainak száma 430 fő (2024. január 1.).

## Népesség
A település lakosságának változását az alábbi diagram mutatja:
| Lakosok száma | 759  | 808  | 795  | 610  | 439  | 373  | 391  | 390  | 417  | 430  |
|               | 1869 | 1890 | 1921 | 1950 | 1980 | 2001 | 2017 | 2019 | 2022 | 2024 |